# Pierino torna a scuola
Pierino torna a scuola è un film italiano del 1990 diretto da Mariano Laurenti. È il terzo e ultimo film della serie di Pierino, girato otto anni dopo Pierino colpisce ancora. Il protagonista Alvaro Vitali è l'unico membro del cast dei film precedenti a tornare nel proprio ruolo.

## Trama
Ormai maggiorenne, Pierino lavora in un cinodromo, ma la nonna lo convince a tornare a scuola per prendere la licenza elementare. Nel frattempo prova a lavorare nel pomeriggio, si scoprirà infine con l'intento di comprare una motocicletta: lavavetri, garzone di un fruttivendolo, cameriere nell'osteria di famiglia e poi in un ristorante cinese, sempre combinando qualche guaio o scherzo impertinente.
A scuola Pierino causa un incidente alla sua insegnante nel quale lei si frattura un braccio, poi si esibisce in avances alla supplente Rizzi, fa uno scherzo pesante alla dottoressa della scuola il giorno in cui questa si presenta alla madre del proprio fidanzato. Il rendimento scolastico del protagonista intanto è sempre pessimo, tanto da che la nonna ha l'idea di giocarsi i voti della pagella alla schedina del Totocalcio: ciò le farà vincere abbastanza soldi da poter rinnovare la propria osteria, con piacere di tutta la famiglia e senza dare nessun soldo al nipote. Pierino si vendicherà chiudendo tutta la sua famiglia nei bagni del nuovo ristorante, e facendo parecchi soldi in tre ore svendendo ai passanti il cibo del buffet.
Arriva il giorno degli esami di fine anno. Gli insegnanti vorrebbero promuovere Pierino per non vederlo più, ma rimangono scandalizzati dalla sua ignoranza e spiritosaggine, per cui lo bocciano. I familiari sono furibondi e costernati, ma per Pierino non sembra essere finita: infatti il suo vicino di casa Camazzo, Capo di terza classe della Marina Militare, gli consegna una busta contenente la chiamata al servizio militare di leva in Italia e promette a Pierino di cogliere l'occasione di dare al discolo tanto lavoro ogni volta, sotto stretta supervisione di Camazzo.